# Hotingssjön
Hotingssjön är en sjö i Strömsunds kommun i Ångermanland och ingår i Ångermanälvens huvudavrinningsområde. Sjön är 18,9 meter djup, har en yta på 4,1 kvadratkilometer och är belägen 237,1 meter över havet.

## Delavrinningsområde
Hotingssjön ingår i det delavrinningsområde (711017-151984) som SMHI kallar för Utloppet av Hotingssjön. Medelhöjden är 291 meter över havet och ytan är 34,32 kvadratkilometer. Räknas de 503 avrinningsområdena uppströms in blir den ackumulerade arean 3 940,48 kvadratkilometer. Fjällsjöälven (Sannarån) som avvattnar avrinningsområdet har biflödesordning 2, vilket innebär att vattnet flödar genom totalt 2 vattendrag innan det når havet efter 180 kilometer. Avrinningsområdet består mestadels av skog (57 procent). Avrinningsområdet har 4,15 kvadratkilometer vattenytor vilket ger det en sjöprocent på 13,6 procent. Bebyggelsen i området täcker en yta av 1,84 kvadratkilometer eller 6 procent av avrinningsområdet.